# Ernst Lauda (Techniker)
Ernst Philipp Johann Lauda, von 1916 bis 1919 Ritter von Lauda, (* 15. August 1859 in Linz, Oberösterreich; † 3. Juli 1932 in Wien) war ein österreichischer Wasser- und Brückenbautechniker, Spitzenbeamter und Berater von Kaiser Franz Joseph I.

## Leben
Lauda wurde 1859 als Sohn von Adolf Lauda, Direktor der Kaiserin Elisabeth-Bahn, und Catharina Lauda, geb. Bogler, in Linz geboren. Er besuchte die Oberrealschule in Schottenfeld (Wien), studierte 1876 bis 1882 an der Bauingenieurschule der Technischen Hochschule Wien und war dort 1881 bis 1884 Assistent für Baumechanik und Brückenbau.
Nach Ende seiner Ausbildung schlug er eine Beamtenkarriere beim Staatsbaudienst ein, wo er zunächst im Brückenbau in leitender Funktion tätig war (Donaubrücke Stein-Mautern, Rekonstruktion der Moldaubrücke bei Bubna/Prag-Holeschowitz, Überbrückung der Noce-Schlucht von Santa Giustina im Trentino etc.) und ministerielle Brückenbauvorschriften verfasste.
1895 wurde Lauda zum Vorstand des Hydrographischen Zentralbüros in Wien ernannt. In dieser Funktion erfolgte unter seiner Leitung die Ausgestaltung des hydrographischen Dienstes in Österreich, die Errichtung einer hydrometrischen Versuchsanstalt und die Reorganisation des Wasserstandsnachrichtendienstes.

Wappen für Ernst Ritter von Lauda (1916): „In Rot ein blauer Balken mit silbernem Rand, der Schild pfahlweise mit einem goldenen Dreizack belegt.“

1909 wechselte Lauda als Ministerialrat Vorstand der Wasserbausektion im kaiserlichen  Ministerium für öffentliche Arbeiten. Dort leitete er den Aufbau des österreichischen Wasserkraftkatasters und die Errichtung einer staatlichen Versuchsanstalt für Wasserbau. Neben Flussregulierungsmaßnahmen fielen auch Talsperren und Hafenbauten in seinen Aufgabenbereich. Lauda war zudem Stellvertreter des Vorsitzenden der Donau-Regulierungs-Kommission.  Als Sektionschef im Ministerium für Öffentliche Arbeiten zeichnete Lauda zur Jahrhundertwende für die Regulierung der Donau verantwortlich, nachdem das „Land am Strome“ bis dahin fast alljährlich von katastrophalen Überschwemmungen heimgesucht worden war. Für seine Verdienste besonders um die Wiener Donauregulierung wurde Lauda am 28. Mai 1916 durch ein Handschreiben des Kaisers Franz Joseph I.  in den österreichischen Ritterstand erhoben und erhielt ein Wappen. da der Kaiser wenige Monate später starb, wurde die entsprechende Urkunde erst von dessen Nachfolger Kaiser Karl I. unterzeichnet.
1915 bis 1916 war Ritter von Lauda Präsident des österreichischen Ingenieur- und Architekten-Vereins, 1917 bis 1918 leitete er als Vorstand der Hochbau- und Wiederaufbausektion im Ministerium für öffentliche Arbeiten den Wiederaufbau der durch den Krieg zerstörten Gebiete. Ab 1918 war Ritter von Lauda im Ruhestand. Nach dem Untergang der österreichisch-ungarischen Monarchie ging der Familie mit dem Adelsaufhebungsgesetz 1919 die Nobilitierung wieder verloren.
Von 1920 an war Lauda Honorardozent für Ingenieurwissenschaften an der Technischen Hochschule Wien. Er gehörte dem Beirat des Technischen Versuchsamts an, war Kurator der schiffsbautechnischen Versuchsanstalt und Administrationsrat der Donau-Dampfschiffahrts-Gesellschaft und verfasste wichtige Fachbeiträge zur Hydrographie. Er wurde am Wiener Zentralfriedhof bestattet (Gruppe 15 A, Reihe 16, Nr. 36). Das Grab ist bereits aufgelassen.

## Auszeichnungen
- 1892 Ritterkreuz des Franz-Joseph-Ordens[3]
- 1914 Orden der Eisernen Krone II. Klasse[3]
- 1916 Erhebung in den erblichen österreichischen Ritterstand
- 1917 Ehrendoktorat der Technischen Hochschule Wien

## Familie
Ernst Ritter von Lauda war von 1890 an mit Maria Anna Theresia Kargl (* 1869) verheiratet, der Tochter des k.k. Hofrates Johann Kargl. Mit ihr hatte er vier Kinder: Maria Anna (* 1891), Ernst Adolf (1892–1963), Adolf Hans (* 1894) und Hans (1896–1974). Ernst Adolf war ein bekannter Mediziner, Hans ein bedeutender Industriemanager. Durch letzteren war Ernst Ritter von Lauda  der Urgroßvater des Unternehmers und Rennfahrers Niki Lauda (1949–2019).

## Werke
- Fortschritte auf hydrographischem Gebiete in Oesterreich, 1901[3]
- Die hydrographische Forschung und ihre Nutzanwendung in Österreich, 1911[3]